# Cantón la Esperanza
Cantón la Esperanza är en ort i Mexiko.   Den ligger i kommunen Huixtla och delstaten Chiapas, i den sydöstra delen av landet, 900 km sydost om huvudstaden Mexico City. Cantón la Esperanza ligger 28 meter över havet och antalet invånare är 271.
Terrängen runt Cantón la Esperanza är varierad. Runt Cantón la Esperanza är det ganska tätbefolkat, med 108 invånare per kvadratkilometer. Närmaste större samhälle är Huixtla, 4,7 km nordost om Cantón la Esperanza. Omgivningarna runt Cantón la Esperanza är en mosaik av jordbruksmark och naturlig växtlighet.